# بريان أندرسون
بريان أندرسون هو سياسي كندي، ولد في 5 يوليو 1942 في كندا.